# Папернянский сельсовет
Папернянский сельсовет (бел. Папярня́нскі сельсавет) — административно-территориальная единица Минского района Минской области Республики Беларусь. Административный центр — агрогородок Большевик.

## История
Сельсовет образован 29 июня 1934 года в составе пригородного Минского района, с 15 января 1938 года в Минской области.
10 апреля 2004 года части деревень Зацень и Цнянка включены в городскую черту Минска.
В 2008 году деревня Большевик преобразована в агрогородок.
В 2013 году из состава Папернянского сельсовета были исключены населённые пункты Комсомолец, Лесины, Лусково и Соломоречье, которые вошли в состав Юзуфовского сельсовета.

## Состав
Папернянский сельсовет включает 24 населённых пункта:
- Аронова Слобода — деревня.
- Ашмянцы — деревня.
- Большевик — агрогородок.
- Боровцы — деревня.
- Вишнёвка — агрогородок.
- Дофаренция — деревня.
- Дубовляны — деревня.
- Зацень — деревня.
- Касынь — деревня.
- Лапоровичи — деревня.
- Нелидовичи — деревня.
- Осово — деревня.
- Паперня — деревня.
- Пильница — деревня.
- Приморье — деревня.
- Рахманьки — деревня.
- Селюты — деревня.
- Сёмков Городок — деревня.
- Сёмково — агрогородок.
- Цна — деревня.
- Цнянка — деревня.
- Чижовка — деревня.
- Чучаны — деревня.
- Якубовичи — деревня.

## Население
Согласно переписи 2009 года на территории сельсовета проживало 10 232 человека, среди которых 89,5 % — белорусы.